# Kurta

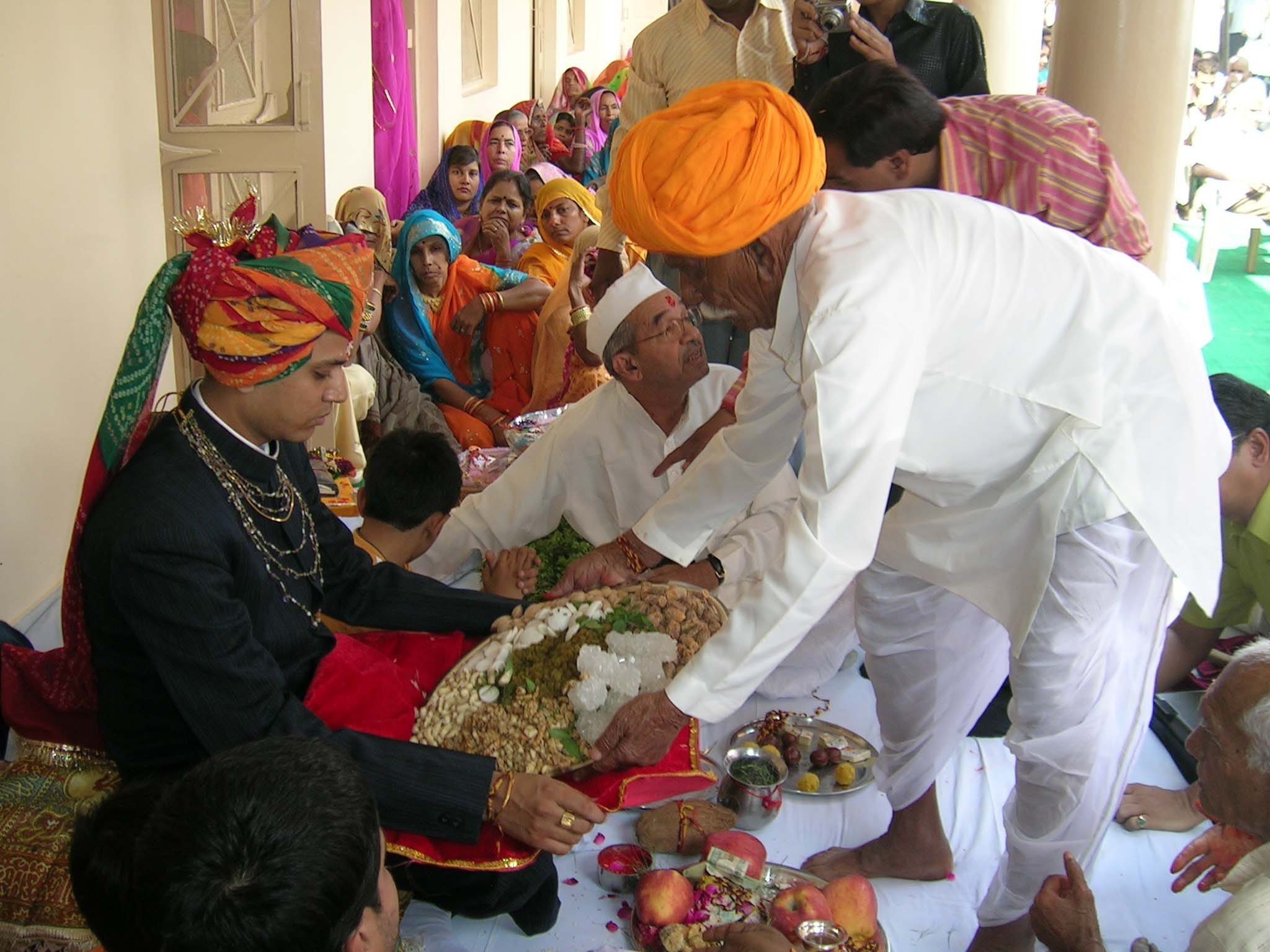
Mężczyzna w białej kurcie

Kurta – część tradycyjnego stroju męskiego noszonego głównie w Indiach, ale też w krajach arabskich. Jest to luźna koszula sięgająca zwykle za kolana. Materiały, z których kurta jest wykonana jak i ich kolorystyka są różnorodne.